# Machten van Aardzee
Machten van Aardzee (Amerikaanse titel: A wizard of Earthsea) is een fantasyroman uit 1968 van de Amerikaanse schrijfster Ursula Le Guin. Het origineel werd in 1968 uitgebracht door uitgeverij Parnassus Press te Berkeley (Californië) in de vorm van small press. Het boekje stond vol illustraties van de hand van Ruth Robbins als ook een kaart van Aardzee. De Nederlandstalige versie (alleen tekst) werd in 1974 (een tweede druk in 1975) uitgegeven door Uitgeverij Het Spectrum in de Prisma Pocketsreeks onder catalogusnummer 1636, kostprijs NLG 4,00. Deze verwees echter naar een eerste uitgave bij Ace Publishing Corporation in New York. 
De Nederlandse pers besteedde er in 1968 en 1974 nauwelijks aandacht aan. Al snel volgden deel 2 De tomben van Atuan en deel 3 Koning van Aardzee, op zich weer snel gevolgd door de bundel Aardzee (met de trilogie, 1976, maar dan 25,50 NLG). Het verhaal is een mengeling tussen fantasy voor volwassenen en een tovenaarsboek voor kinderen.

## Synopsis
Hoofdpersoon is Ged (bijnaam Sperwer), geboren op het eiland Gont. Hij laat talent zien voor tovenarij en krijgt zijn eerste lessen van zijn tante. Voor verdere studies moet hij zijn eiland verlaten. Reizen worden gemaakt met schepen die stevig zijn door of techniek of tovenarij of een combinatie van die twee. Er begint een rondreis langs allerlei tovenaarsleraren op allerlei eilanden waarbij de jongen/jonge Ged volwassen wordt, deels aan de hand van zijn vriend Vetch. Het laatste gevecht moet Ged met zichzelf voeren; hij ontmoet in een gammel bootje de donkere kant (de schaduw) van zichzelf.